# Наумов Михайло Іванович (партійний діяч)
Михайло Іванович Наумов (1906, Російська імперія — ?) — радянський партійний діяч, завідувач відділу керівних партійних органів ЦК КП(б)У.

## Життєпис
Член ВКП(б). 
Перебував на відповідальній партійній роботі.
У 1937 — квітні 1938 року — 1-й заступник завідувача відділу керівних партійних органів ЦК КП(б)У.
У квітні — червні 1938 року — завідувач відділу керівних партійних органів ЦК КП(б)У.
На початку червня 1938 року був зареєстрований кандидатом у депутати Верховної ради Української РСР 1-го скликання по Тростянецькому виборчому округу № 231. Однак того ж місяця реєстрацію було скасовано.
У червні 1938 року заарештований органами НКВС УРСР. Подальша доля невідома.